# Hip-hop haïtien
Sous-genres
rap
Le hip-hop haïtien, certaines fois confondu au rap kreyòl, est un genre de hip-hop originaire de Haïti chanté par des rappeurs haïtiens. Souvent, des beats hardcore sont utilisés accompagnés de paroles en créole haïtien. Le rap créole ou Rap Kreyòl, initié par Master Dji, fait partie de la culture haïtienne depuis le début des années 1980 avec des groupes tels que Haiti Rap and Ragga de Master Dji, Original Rap Staff, King Posse un groupe confondu à tort comme un groupe de Rap Créole, Rap Kreyòl S.A., Masters of Haiti, Live Jam, Rap and Family, Thirty Third Side, Rockfam, Barikad Crew, Gèp Nwa de DBA, C Projects, NGS, 1kwayab, Wi Clan et Muzion qui atteignent le succès parmi la jeunesse haïtienne.
La plupart des rappeurs haïtiens ont eu une enfance et des conditions de vie difficiles et ont pour thème les problèmes socio-économiques dans leurs paroles. D'une manière similaire au hip-hop mainstream américain, le rap kreyòl traite des aspects négatifs de la société haïtienne la moins fortunée.
Des exemples de hip-hop haïtien incluent les deux membres du groupe the Fugees, Wyclef Jean et son cousin Pras Michel. Cependant, celui qui est considéré comme le père fondateur du hip-hop en Haïti est Master Dji, qui publiera la première chanson de rap haïtien au début des années 1980, et qui formera le groupe Rap Kreyòl S.A.